# Leucauge hasselti
Leucauge hasselti là một loài nhện trong họ Tetragnathidae.
Loài này thuộc chi Leucauge. Leucauge hasselti được miêu tả năm 1890 bởi Thorell.